# Tours
Tours là tỉnh lỵ của tỉnh Indre-et-Loire, thuộc vùng hành chính Centre-Val de Loire của nước Pháp, có dân số là 136.500 người (thời điểm 2005). Đây là trung tâm hành chính của tỉnh Indre-et-Loire và là thành phố lớn nhất trong vùng Centre-Val de Loire của Pháp (mặc dù không phải là thủ phủ, là thành phố lớn thứ hai trong khu vực, sau Orléans). Năm 2012, thành phố Tours đã có 134.978 người, trong khi dân số của toàn bộ khu vực đô thị là 483.744.
Tours nằm ở hạ lưu sông Loire, giữa Orléans và bờ biển Đại Tây Dương. Nó có một trong những nhà hát lớn nhất của Đế chế La Mã, nhà hát vòng tròn Tours. Được biết đến với Trận Tours vào năm 732 sau Công nguyên, đây là một khu bảo tồn quốc gia có mối liên hệ với Vương triều Meroving (đầu thế kỷ 5 cho tới 751) và Vương triều Caroling (từ 751), với Vương triều Capet (987 cho tới 1848).
Tours là thành phố đầu tiên của ngành lụa. Nó cũng là một thành phố ẩm thực nổi tiếng với các đặc sản như: Rillettes, Rillons, Vườn nho Touraine, AOC Sainte-Maure-De-Tours phô ma và Nougat. Thành phố cũng là điểm kết thúc của cuộc đua xe đạp Paris-Tours hàng năm.

## Điểm tham quan

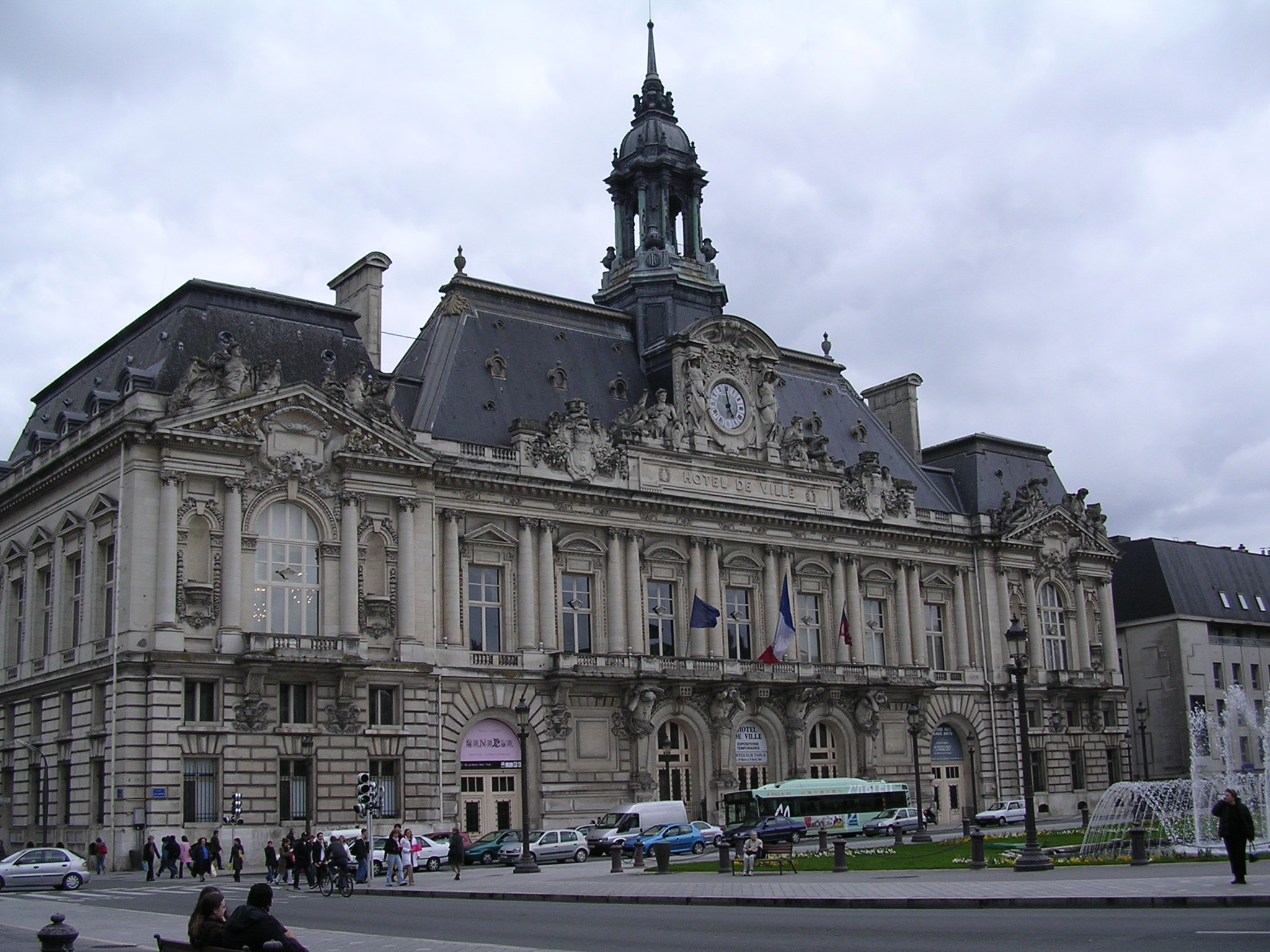
Quảng trường Jean Jaurès

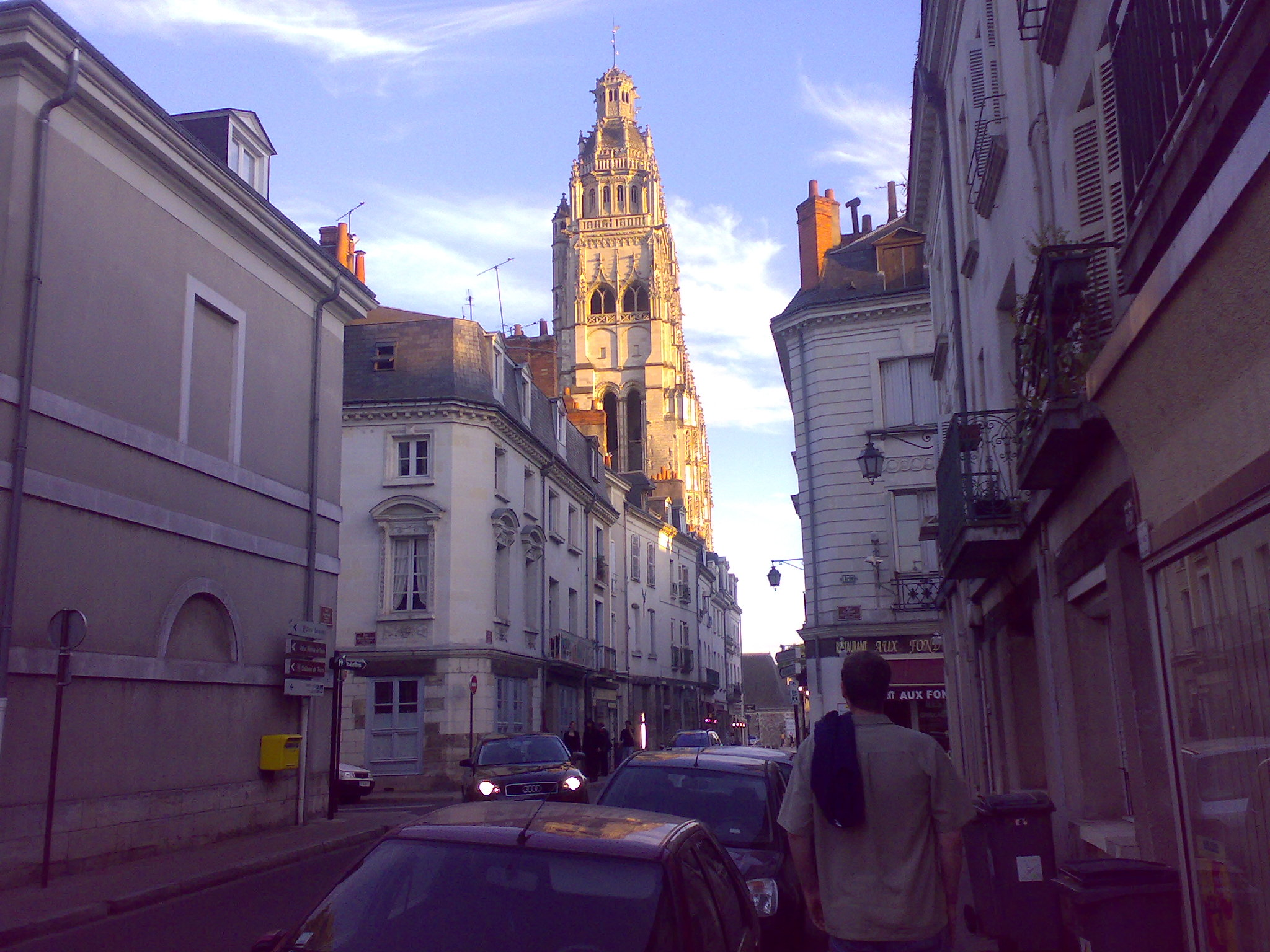
Nhà thờ lớn St Gatien, từ Phố Lavoisier, ngay phía bắc giao lộ với Phố Colbert.

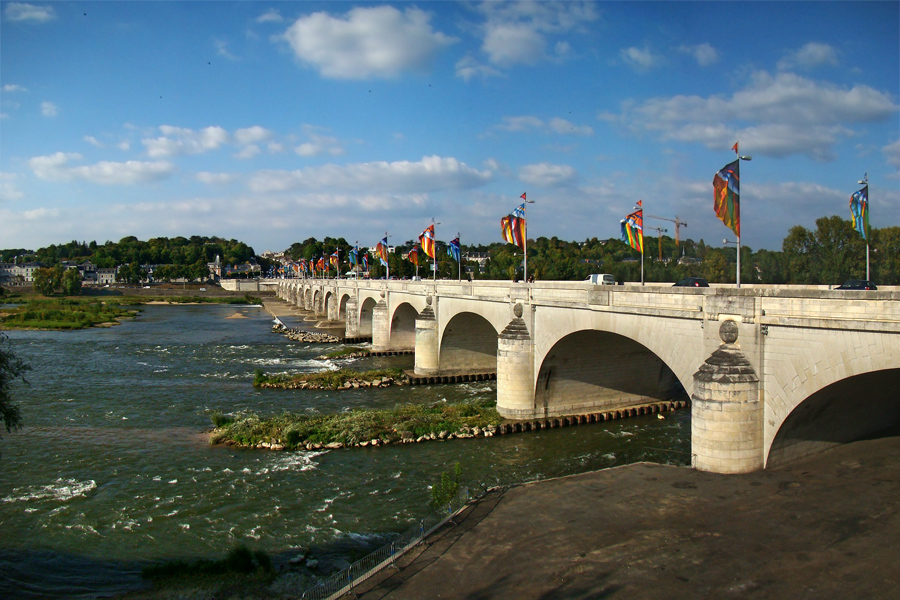
Cầu Wilson

Nhà thờ chính tòa Tours, tưởng niệm Saint Gatien, vị giám mục đầu tiên của nó, được bắt đầu xây vào khoảng năm 1170 để thay thế cho nhà thờ bị đốt cháy vào năm 1166 trong cuộc tranh chấp giữa Louis VII của Pháp và Henry II của Anh. Các giai đoạn thấp nhất của các tháp phía tây (minh hoạ, phía trên bên trái) thuộc về thế kỷ 12, nhưng phần còn lại của phần phía tây nằm trong Gothic hoa cương nổi tiếng chi tiết của thế kỷ 15, hoàn thành đúng vào thời Phục hưng ảnh hưởng đến những người ủy nhiệm xây các lâu đài của Touraine. Các tháp này được xây dựng cùng thời điểm, ví dụ như Chateau de Chenonceau.

## Ngôn ngữ
Trước cuộc Cách mạng Pháp, người dân Tours (Les Tourangeaux) nổi tiếng vì đã nói tiếng Pháp "thuần khiết" nhất trong cả nước Pháp. Theo giọng của họ là của triều đình, cách phát âm của Touraine được coi là cách phát âm chuẩn nhất của tiếng Pháp, cho đến thế kỷ 19 khi cách phát âm chuẩn của tiếng Pháp chuyển sang giai cấp tư sản của Paris. Điều này được giải thích bởi thực tế là triều đình Pháp đã sống ở Touraine từ năm 1430 đến năm 1530 và đồng thời tiếng Pháp, ngôn ngữ của triều đình, đã trở thành ngôn ngữ chính thức của toàn bộ vương quốc.
Một Hội đồng Du lịch năm 813 đã quyết định rằng các linh mục nên thuyết giảng các bài giảng bằng những ngôn ngữ bình dân vì người dân không thể hiểu được Latinh cổ điển nữa. Đây là lần đầu tiên công nhận một ngôn ngữ Pháp khác biệt với tiếng Latinh và có thể được coi là ngày sinh của tiếng Pháp.
Pháp lệnh của Montils-lès-Tours, do Charles VII ban hành năm 1454, bắt buộc phải viết bằng ngôn ngữ bản xứ của khu vực, các phong tục truyền khẩu có hiệu lực pháp luật.
Pháp lệnh của Charles VIII (sinh ở Amboise, gần Tours) vào năm 1490 và là một trong Louis XII (sinh ở Blois, gần Tours) vào năm 1510 mở rộng phạm vi của Pháp lệnh Charles VII.
Cuối cùng, Pháp lệnh của Villers-Cotterêts, được Francis I ký vào năm 1539, đã kêu gọi sử dụng Pháp trong tất cả các hành vi pháp lý, hợp đồng có công chứng và chính thức pháp luật để tránh sự nhầm lẫn ngôn ngữ.
Gregory of Tours đã viết vào thế kỷ thứ 6 rằng một số người trong khu vực này vẫn có thể nói tiếng Gaulish.

## Khí hậu
| Dữ liệu khí hậu của Tours (1981–2010)                     | Dữ liệu khí hậu của Tours (1981–2010) | Dữ liệu khí hậu của Tours (1981–2010) | Dữ liệu khí hậu của Tours (1981–2010) | Dữ liệu khí hậu của Tours (1981–2010) | Dữ liệu khí hậu của Tours (1981–2010) | Dữ liệu khí hậu của Tours (1981–2010) | Dữ liệu khí hậu của Tours (1981–2010) | Dữ liệu khí hậu của Tours (1981–2010) | Dữ liệu khí hậu của Tours (1981–2010) | Dữ liệu khí hậu của Tours (1981–2010) | Dữ liệu khí hậu của Tours (1981–2010) | Dữ liệu khí hậu của Tours (1981–2010) | Dữ liệu khí hậu của Tours (1981–2010) |
| Tháng                                                     | 1                                     | 2                                     | 3                                     | 4                                     | 5                                     | 6                                     | 7                                     | 8                                     | 9                                     | 10                                    | 11                                    | 12                                    | Năm                                   |
| --------------------------------------------------------- | ------------------------------------- | ------------------------------------- | ------------------------------------- | ------------------------------------- | ------------------------------------- | ------------------------------------- | ------------------------------------- | ------------------------------------- | ------------------------------------- | ------------------------------------- | ------------------------------------- | ------------------------------------- | ------------------------------------- |
| Cao kỉ lục °C (°F)                                        | 16.9 (62.4)                           | 20.8 (69.4)                           | 23.7 (74.7)                           | 29.2 (84.6)                           | 31.8 (89.2)                           | 36.7 (98.1)                           | 37.5 (99.5)                           | 39.8 (103.6)                          | 34.5 (94.1)                           | 29.0 (84.2)                           | 22.3 (72.1)                           | 18.5 (65.3)                           | 39.8 (103.6)                          |
| Trung bình ngày tối đa °C (°F)                            | 7.3 (45.1)                            | 8.5 (47.3)                            | 12.3 (54.1)                           | 15.2 (59.4)                           | 19.1 (66.4)                           | 22.8 (73.0)                           | 25.5 (77.9)                           | 25.4 (77.7)                           | 21.8 (71.2)                           | 16.8 (62.2)                           | 10.9 (51.6)                           | 7.5 (45.5)                            | 16.1 (61.0)                           |
| Tối thiểu trung bình ngày °C (°F)                         | 2.0 (35.6)                            | 1.9 (35.4)                            | 3.9 (39.0)                            | 5.6 (42.1)                            | 9.2 (48.6)                            | 12.1 (53.8)                           | 14.0 (57.2)                           | 13.7 (56.7)                           | 11.1 (52.0)                           | 8.6 (47.5)                            | 4.6 (40.3)                            | 2.5 (36.5)                            | 7.5 (45.5)                            |
| Thấp kỉ lục °C (°F)                                       | −17.4 (0.7)                           | −14.2 (6.4)                           | −10.3 (13.5)                          | −3.4 (25.9)                           | −0.6 (30.9)                           | 2.6 (36.7)                            | 4.3 (39.7)                            | 4.8 (40.6)                            | 0.9 (33.6)                            | −2.3 (27.9)                           | −7.1 (19.2)                           | −18.5 (−1.3)                          | −18.5 (−1.3)                          |
| Lượng Giáng thủy trung bình mm (inches)                   | 66.2 (2.61)                           | 55.8 (2.20)                           | 50.3 (1.98)                           | 55.8 (2.20)                           | 62.3 (2.45)                           | 46.1 (1.81)                           | 53.2 (2.09)                           | 42.5 (1.67)                           | 53.2 (2.09)                           | 70.9 (2.79)                           | 68.0 (2.68)                           | 71.3 (2.81)                           | 695.6 (27.39)                         |
| Số ngày giáng thủy trung bình                             | 11.9                                  | 9.5                                   | 9.9                                   | 9.6                                   | 9.8                                   | 7.0                                   | 6.9                                   | 6.2                                   | 7.8                                   | 10.5                                  | 11.2                                  | 11.4                                  | 111.6                                 |
| Số ngày tuyết rơi trung bình                              | 2.4                                   | 2.9                                   | 1.8                                   | 0.7                                   | 0.1                                   | 0.0                                   | 0.0                                   | 0.0                                   | 0.0                                   | 0.0                                   | 1.0                                   | 1.7                                   | 10.6                                  |
| Độ ẩm tương đối trung bình (%)                            | 87                                    | 84                                    | 79                                    | 74                                    | 77                                    | 75                                    | 72                                    | 73                                    | 77                                    | 84                                    | 87                                    | 89                                    | 79.8                                  |
| Số giờ nắng trung bình tháng                              | 69.9                                  | 90.3                                  | 144.2                                 | 178.5                                 | 205.6                                 | 228.0                                 | 239.4                                 | 236.4                                 | 184.7                                 | 120.6                                 | 76.7                                  | 59.2                                  | 1.833,3                               |
| Nguồn 1: Météo France                                     |                                       |                                       |                                       |                                       |                                       |                                       |                                       |                                       |                                       |                                       |                                       |                                       |                                       |
| Nguồn 2: Infoclimat.fr (độ ẩm, ngày tuyết rơi, 1961–1990) |                                       |                                       |                                       |                                       |                                       |                                       |                                       |                                       |                                       |                                       |                                       |                                       |                                       |

## Nhân khẩu học
| 1954   | 1962    | 1968    | 1975    | 1982    | 1990    | 1999    |
| ------ | ------- | ------- | ------- | ------- | ------- | ------- |
| 93 503 | 107 544 | 128 120 | 140 686 | 132 209 | 129 509 | 132 820 |

## Những người con của thành phố
- Berengar của Tours, nhà thần học
- Guillaume Briçonnet (hồng y giáo chủ), hồng y giáo chủ và là tổng giám mục của Narbonne
- Honoré de Balzac, nhà văn
- François Clouet, họa sĩ
- Georges Courteline, nhà văn
- Louis Dutens, nhà văn
- Jean Fouquet, họa sĩ
- Xavier Gravelaine, cựu vận động viên bóng đá, tuyển thủ quốc gia Pháp
- Victor Alexandre Frédéric Laloux, kiến trúc sư
- Gabriel Lamé, nhà toán học và vật lý học
- Dora Maar, nữ nhiếp ảnh gia và họa sĩ
- Jean-Baptiste Meusnier de la Place, nhà toán học và là tướng quân đội
- Paul Nizan, nhà văn
- Jérémy Roy, vận động viên đua xe đạp